# Alfonso Bórquez Pérez
Alfonso Bórquez Pérez (Castro, 22 de febrero de 1878 - Santiago, 22 de diciembre de 1969). Marino y político radical chileno. Hijo de Bernardino Bórquez y Emilia Pérez.
Contrajo matrimonio con Ángela Sanguinetti Rodríguez.

## Actividades Profesionales
Estudió en la Escuela de Pilotines, en la cual obtuvo el grado de Capitán de Alta Mar. Participó de la Marina Mercante Nacional hasta 1912.
Socio fundador de Bórquez Blanco y Compañía, una empresa de armadores de Valparaíso. Se dedicó también a la agricultura, explotando el fundo Ayacara de Chiloé.
Fue Consejero de la Caja de Crédito Agrario, de la Asociación Marítima Chilena, de la Sociedad de Almacenes Warrants y de la Compañía de Seguros La Agraria.

## Actividades Políticas
Militante del Partido Radical. 
Electo Senador por la 9ª agrupación provincial de Valdivia, Llanquihue y Chiloé (1926-1934). Integró la comisión permanente de Agricultura, Minería, Fomento Industrial y Colonización. El movimiento socialista del 4 de julio de 1932 suspendió el Congreso Nacional.
Reelecto Senador por la misma agrupación provincial (1933-1937), integró esta vez la comisión permanente de Trabajo y Legislación Social.
Nuevamente Senador por la 9ª agrupación de provincias de Valdivia, Llanquihue, Chiloé, Aysén y Magallanes (1937-1945). Formó parte de la comisión permanente de Relaciones Exteriores y Comercio.
Volvió a ser Senador (1945-1953), integrando la comisión permanente de Agricultura y Colonización.
Cuando el gobierno de Gabriel González Videla decretó la Ley de Defensa de la Democracia (1948), se retiró de su colectividad por considerar un error la Ley Maldita y pasó a integrar el Partido Socialista.